# Neuropati
Neuropati är skador på nerver. Sådana nervskador kan till exempel uppkomma vid arbete med handhållna verktyg som vibrerar (förekommer i fordonsverkstäder, byggarbete, verkstadsindustri, tand- och fotvård med mera). Neuropati orsakas också av till exempel diabetes. Tidig upptäckt av begynnande neuropati är mycket viktig för att genom förebyggande åtgärder förhindra permanenta skador. Multifrekvensvibrametri är mycket tillförlitlig metod för att säkerställa tidig upptäckt och för att kunna följa neuropatins utveckling över tid med kvantitativa mätetal.